# Honkajoki
Honkajoki (finska: Honkajoki) var fram till 2021 en kommun i landskapet Satakunta i Finland, då den blev en del av Kankaanpää stad. Kommunens totala areal utgjordes av 333,14 km², och folkmängden uppgick vid slutet av 2019 till 1 620 invånare. Folkmängden i tätorten Honkajoki kyrkoby uppgick den 31 december 2012 till 807 invånare, landarealen utgjordes av 3,07  km² och folktätheten uppgick till 262,9  invånare/ km². Honkajoki kommun grundades 1891. Kommunen gränsade till Kauhajoki stad, Storå kommun, Karvia kommun, Kankaanpää stad och Siikais kommun.
Honkajoki kommun ingick i Norra Satakunta ekonomiska region.
Honkajoki kommuns språkliga status var enspråkig finsk.

## Historia
Honkajokis historia sträcker sig till järnåldern. Av minnen från dessa tider har här påträffats rester av ett bostadshus. Kommunen bytte namn från Hongonjoki till Honkajoki 1 januari 1952.

## Honkajoki församling
Del av Hongonjoki (nuvarande Honkajoki) hörde år 1735 till Storå kapellförsamling, där de hade en egen präst och egna kyrkbänkar. Hongonjoki grundades som bönehusförsamling under Ikalis församling 1804. Den egna kyrkan välsignades 1812, och bönehusförsamlingen fick egen präst 1815.  Bönehusförsamlingen överfördes 1841 till Kankaanpää moderförsamling. Hongonjoki bönehusförsamling blev kapellförsamling 1864. Avskildes till moderförsamling år 1891.
Byar som har tillhört Hongonjoki (Honkajoki) församling i äldre tider: Antila, Honko, Katko, Lauhala och Paasto.

## Näringsliv
Honkajoki kommuns näringsliv kan indelas i fyra verksamhetsområden. 
- Kommunen har en livskraftig jord- och skogsnäring.
- Kommunen är centrum för återförsäljare av tunga fordon.
- Livsmedelsindustri.
- Torvindustri.[12]

## Utbildning
Inom den grundläggande utbildningen finns två finskspråkiga skolor, Hongon koulu (åk 1-6) och Honkajoen Yhteiskoulu (åk 7-9). Inom gymnasieutbildningen finns ett finskspråkigt gymnasium, Honkajoen lukio.

## Vänorter
Honkajoki har två vänorter:
- Söderhamn, Sverige.
- Rõuge, Estland.[13]